# Maatschoenen

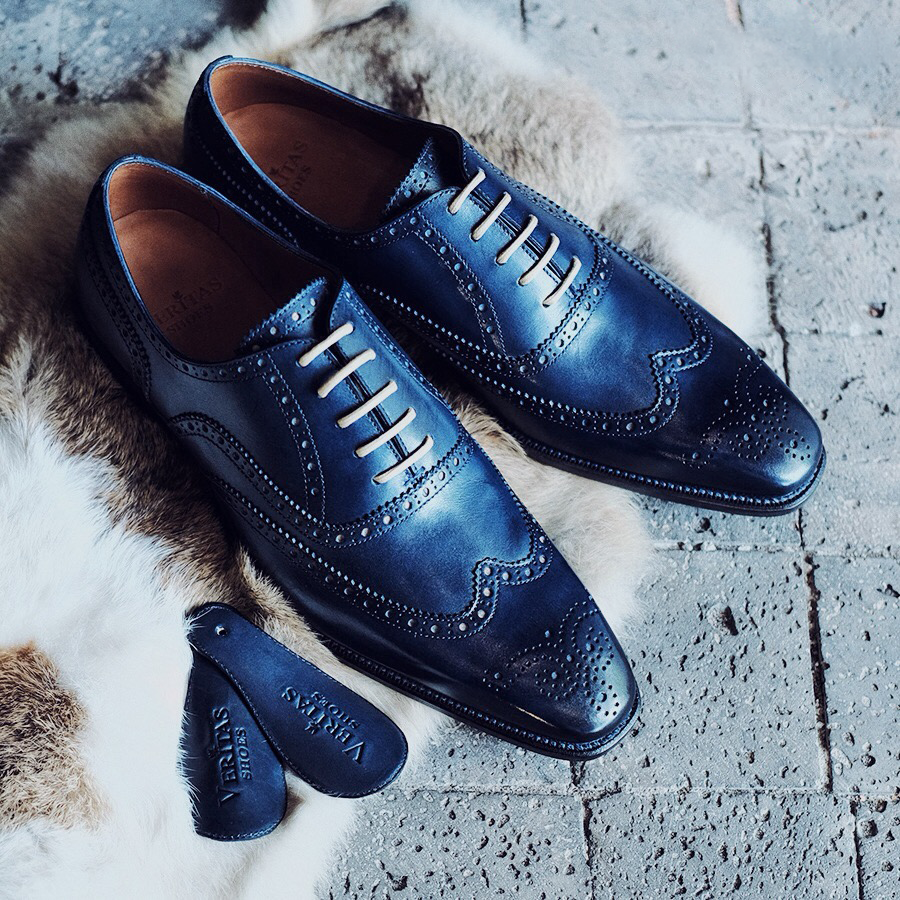
Maatschoenen

Maatschoenen zijn schoenen die op maat worden gemaakt. Orthopedische schoenen worden vaak op maat gemaakt, bijvoorbeeld omdat de benen van de patiënt verschillende lengtes hebben.